# Libín (Šárovcova Lhota)
Libín je malá vesnice, část obce Šárovcova Lhota v okrese Jičín. Nachází se asi 1,5 km na jihozápad od Šárovcovy Lhoty. V roce 2009 zde bylo evidováno 19 adres. V roce 2001 zde trvale žilo 13 obyvatel.
Libín leží v katastrálním území Šárovcova Lhota o výměře 7,09 km2.

## Historie
První písemná zmínka o obci pochází z roku 1542.

## Pamětihodnosti
- trkač u čp. 7